# Vườn quốc gia Southwood
Vườn quốc gia Southwood là một vườn quốc gia ở Queensland, Úc. Vườn quốc gia có cự ly 288 km về phía tây Brisbane.